# Muzeul Sării din Slănic Prahova
Muzeul Sării din Slănic Prahova este un muzeu județean din Slănic Prahova. Muzeul este organizat în Casa Cămărășiei, clădire monument istoric construită la începutul secolului al XVIIl-lea, reședința funcționarului domnesc care se ocupa cu strângerea taxelor pe sare, monopol domnesc. Casa a fost recent restaurată, muzeul fiind deschis în mai 2003.  Sunt expuse documente și reconstituiri privind istoria prelucrării sării la Slănic, unelte și utilaje, cristale de sare, planșe geologice; floră și faună din zonă. Într-una din încăperile de la etaj a fost reconstituit biroul cămărașului.
Clădirea muzeului este declarată monument istoric, având codul PH-II-m-A-16707. Muzeul este organizat în „Casa Cămărășiei”, clădire monument istoric construită la începutul secolului al XVIIl-lea.